# Royal Fusiliers
Il Royal Fusiliers (City of London Regiment), meglio noto semplicemente come Royal Fusiliers, fu un reggimento di fanteria del British Army esistito con continuità per quasi 300 anni. Fondato nel 1685 come 7th Regiment of Foot, mutò denominazione nel 1881 e cessò di esistere nel 1968, quando fu incorporato con gli altri reggimenti della Fusilier Brigade per formare il nuovo Royal Regiment of Fusiliers.

## Storia

### Costituzione
Fu costituito come un reggimento fucilieri nel 1685 da George Legge, Conte di Dartmouth, da due compagnie della Guardia della Torre di Londra, e venne originariamente chiamato Ordnance Regiment. La maggior parte dei reggimenti del tempo erano equipaggiati con moschetti a miccia, ma l'Ordnance Regiment era armato con moschetti ad acciarino. Questo perché il suo compito era quello di scortare l'artiglieria, compito per il quale il fucile a miccia introduceva il rischio di dar fuoco accidentalmente ai barili aperti di polvere da sparo.

### Rivoluzione americana
Il Royal Fusiliers svolse un ruolo primario nel teatro canadese durante l'invasione del Canada da parte degli americani nel 1775 e nel 1776. Dopo la disfatta, il reggimento venne ricostituito a New York alla fine del 1776, e posto a guarnigione di New York e del New Jersey. Nel 1777 il reggimento venne inviato a rinforzare la guarnigione di Philadelphia. Durante l'evacuazione britannica ed il relativo ritorno a New York, il reggimento partecipò nel giugno del 1778 alla Battaglia di Monmouth, nell'anno successivo partecipò alla conquista di Charleston, quindi alle campagne del sud sotto il comando del generale Cornwallis.

### Rivoluzione francese e guerra napoleonica
Il Royal Fusiliers fece parte della celebre Fusilier Brigade dell'armata peninsulare di Wellington insieme al Royal Welch Fusiliers durante la battaglia di Albuera il 16 maggio 1811.

### Prima guerra mondiale
Il Royal Fusiliers partecipò, distinguendosi, alla prima guerra mondiale, gli effettivi elevati a 76 battaglioni, che indossavano il fregio reggimentale sul cappello. Servirono sul fronte occidentale, in Africa, nel Medio Oriente e in Macedonia. I militari in forza al Royal Fusiliers ottennero le prime due Victoria Cross della guerra vicino a Mons, nell'agosto 1914, e le ultime due nel nord della Russia.
Il sacrario militare del Royal London Fusiliers si trova ad High Holborn, vicino alla stazione metropolitana di Chancery Lane, è sormontato dalla statua in grandezza naturale di un soldato della prima guerra mondiale. La sua cappella reggimentale è invece a St Sepulchre-without-Newgate.

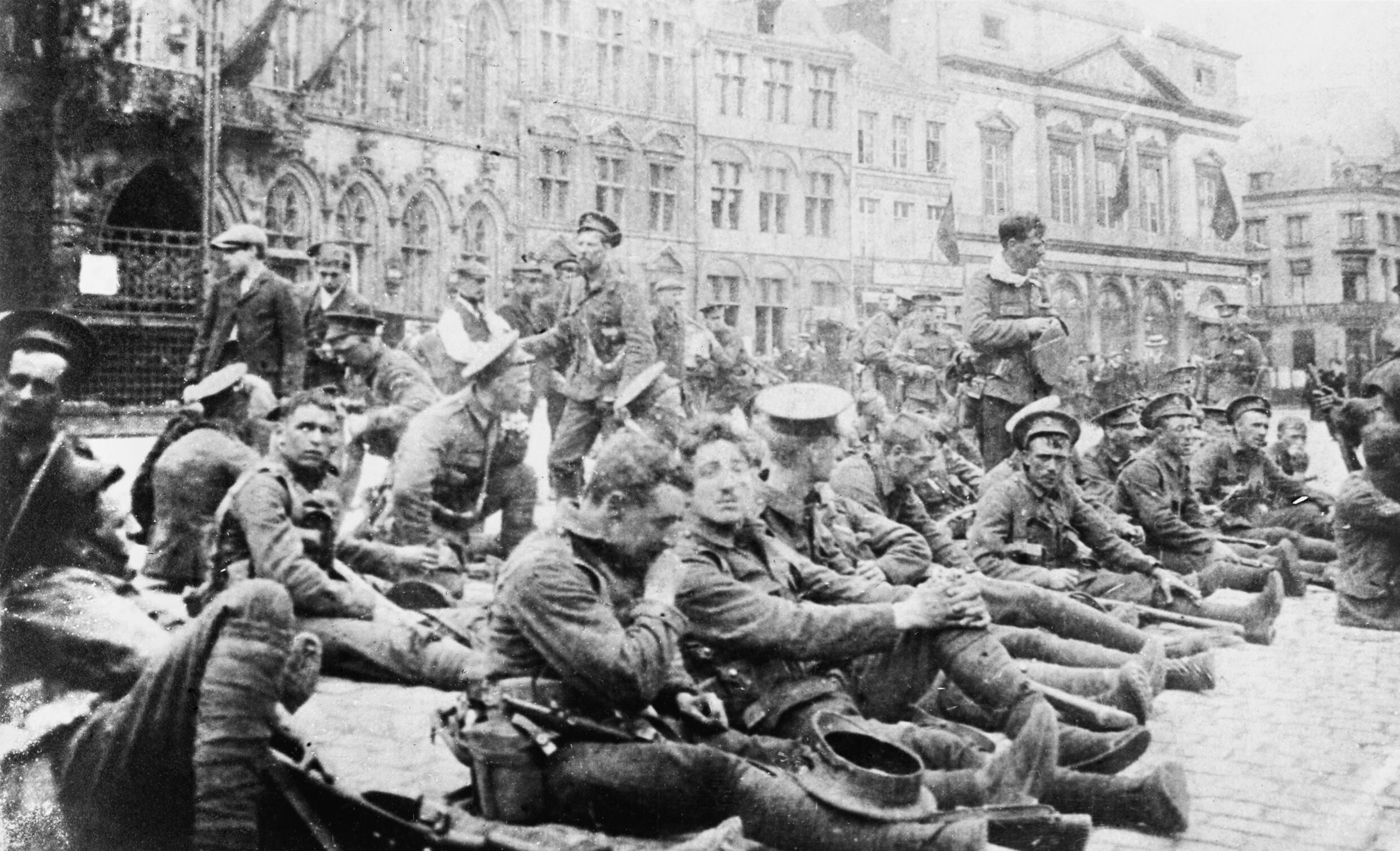
22 agosto 1914: Compagnia del 4º Battaglione, Royal Fusiliers, riposa nella piazza di Mons.

### Seconda guerra mondiale
Il Royal Fusiliers venne coinvolto in molte importanti battaglie della seconda guerra mondiale, compresa l'Operazione Shingle o, come è anche conosciuta, la battaglia di Anzio, nel corso della quale, il 18 febbraio 1944, alla compagnia Z venne ordinato di tenere la testa del ponte contro un attacco di carri Tiger I . Vi furono molte vittime, tra cui Eric Fletcher Waters, padre di Roger Waters, bassista e cantante dei Pink Floyd, che riguardo a quell'episodio bellico scrisse la canzone "When the Tigers Broke Free".

### Dopo il 1945
Il 23 aprile 1968 il reggimento venne incorporato con il Royal Northumberland Fusiliers (5º fanteria), con il Royal Warwickshire Fusiliers (6º fanteria) e con il Lancashire Fusiliers (20º fanteria) per formare il 3° Bn, Royal Regiment of Fusiliers.

## Nomenclatura
Divenne il 7º reggimento di fanteria (Royal Fusiliers) nel 1751, anche se una forma ortografica della parola "fusilier" persistette fino al 1780, quando venne formalizzata la moderna ortografia. Nel 1881, durante la riforma Childers (Childers Reforms) che abolì la numerazione reggimentale, il reggimento divenne The Royal Fusiliers (Reggimento della Città di Londra).